# Liste der Baudenkmäler in Wipfeld
Auf dieser Seite sind die Baudenkmäler in der unterfränkischen Gemeinde Wipfeld zusammengestellt. Diese Tabelle ist eine Teilliste der Liste der Baudenkmäler in Bayern. Grundlage ist die Bayerische Denkmalliste, die auf Basis des Bayerischen Denkmalschutzgesetzes vom 1. Oktober 1973 erstmals erstellt wurde und seither durch das Bayerische Landesamt für Denkmalpflege geführt wird. Die folgenden Angaben ersetzen nicht die rechtsverbindliche Auskunft der Denkmalschutzbehörde.
 Diese Liste gibt den Fortschreibungsstand vom 16. April 2020 wieder und enthält 29 Baudenkmäler.

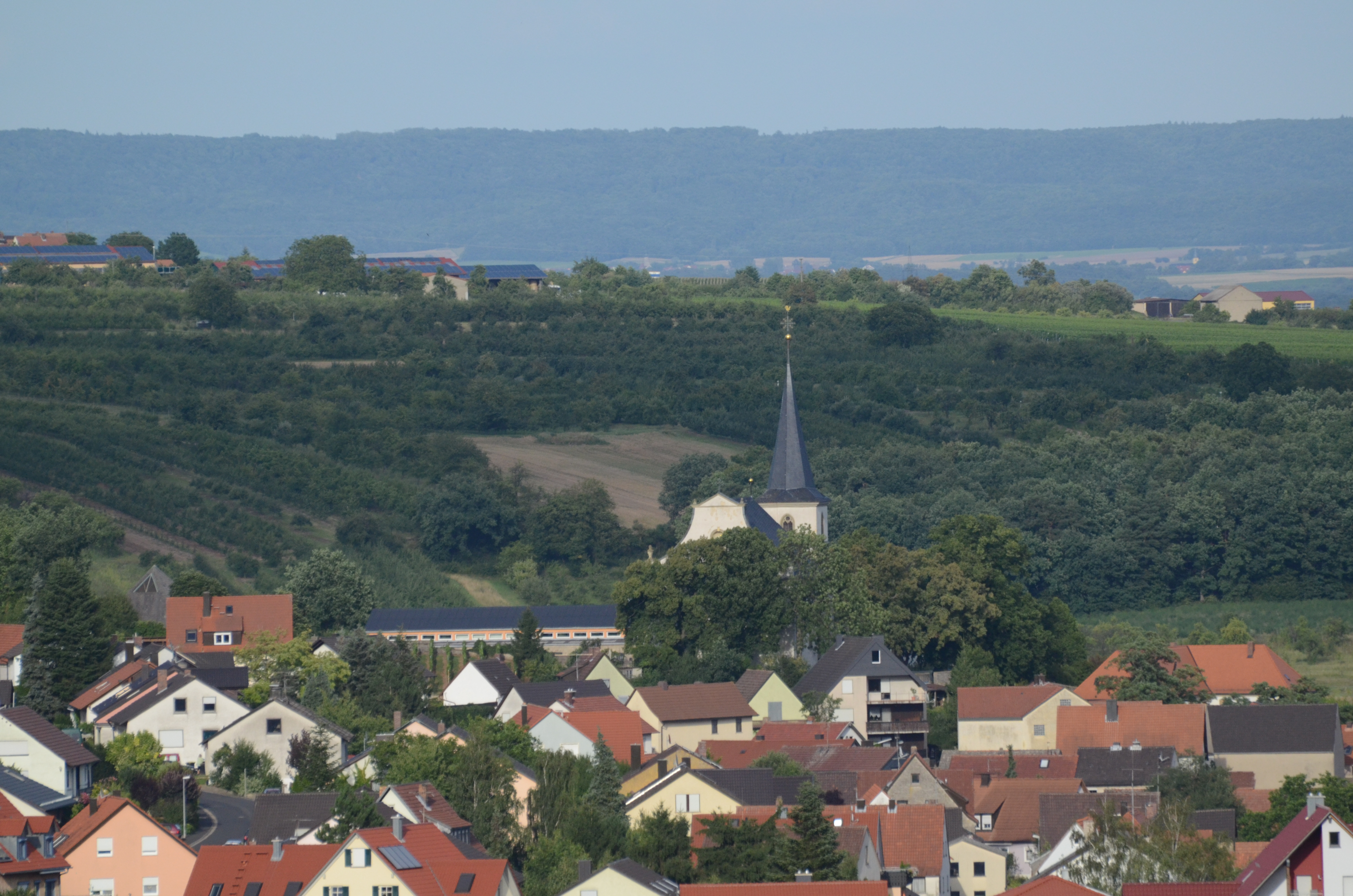
Blick auf Wipfeld und St. Johannes der Täufer

## Ensemble Marktplatz Wipfeld
Innerhalb der unregelmäßigen, am Fuß des Kirchbergs sich nach verschiedenen Richtungen entfaltenden Ortslage bildet der rechteckige Marktplatz einen Schwerpunkt. Die stattlichen Giebelfronten des Rathauses und des ehemaligen Würzburger Amtshauses sowie zweier Fachwerkhäuser des 17. Jahrhunderts geben dem Platzraum das Gepräge (Lage). Umgrenzung: Marktplatz 1 – 6, Engelbert-Klüpfel-Straße 1, Nikolaus-Müller-Straße 1 und 2. Aktennummer: E-6-78-196-1.

## Baudenkmäler nach Gemeindeteilen

### Wipfeld
| Lage                                                                    | Objekt                                                    | Beschreibung | Akten-Nr.     | Bild           |
| ----------------------------------------------------------------------- | --------------------------------------------------------- | --- | ------------- | -------------- |
| Bachgasse 1 (Standort)                                                  | Wohngebäude                                               | Zweigeschossiger, verputzter Walmdachbau mit östlichem Satteldachvorsprung, Obergeschoss verputztes Fachwerk, mit geohrten Fensterrahmungen, um 1700                                                            | D-6-78-196-2  | weitere Bilder |
| Conrad-Celtis-Straße 1 (Standort)                                       | Wohngebäude                                               | Zweigeschossiger, verputzter Fachwerkbau, im Kern 16. und 17. Jahrhundert, mit Zierfachwerkgiebel, 18. Jahrhundert                                                                                              | D-6-78-196-24 | weitere Bilder |
| Conrad-Celtis-Straße 14 (Standort)                                      | Ehemaliger Dreiseithof                                    | Wohngebäude, eingeschossiger, verputzter Fachwerkbau mit Satteldach und massivem Sockel, bezeichnet mit „1688“                                                                                                  | D-6-78-196-25 | weitere Bilder |
| Conrad-Celtis-Straße 14 (Standort)                                      | Ehemaliger Dreiseithof                                    | Scheune, eingeschossiger Fachwerkbau mit Satteldach, bezeichnet mit „1681“ | D-6-78-196-25 | BW             |
| Conrad-Celtis-Straße 14 (Standort)                                      | Ehemaliger Dreiseithof                                    | Ehemalige Stallung, zweigeschossiger Bruchsteinmauerwerksbau mit Halbwalmdach, bezeichnet mit „1848“ | D-6-78-196-25 | weitere Bilder |
| Conrad-Celtis-Straße 25 (Standort)                                      | Wegkreuz                                                  | Kruzifix auf Sockel, davor baldachinartige Prozessionsnische mit Engeln, barock, bezeichnet mit „1808“ | D-6-78-196-28 | weitere Bilder |
| Engelbert-Klüpfel-Straße 1 (Standort)                                   | Wohngebäude                                               | Zweigeschossiger Fachwerkbau mit Satteldach in Ecklage, Obergeschoss mit Zierfachwerk, Erdgeschoss mit geohrten Fensterrahmungen, 17./18. Jahrhundert                                                           | D-6-78-196-3  | weitere Bilder |
| Eulogius-Schneider-Straße 8 (Standort)                                  | Pfarrhaus                                                 | Zweigeschossiger, verputzter Walmdachbau über Hakengrundriss, mit geohrten Fenstergewänden; bezeichnet mit „1694“                                                                                               | D-6-78-196-4  | weitere Bilder |
| Eulogius-Schneider-Straße 8 (Standort)                                  | Einfriedung                                               | Bruchsteinmauerwerk, wohl gleichzeitig | D-6-78-196-4  | BW             |
| Froschgruben (Standort)                                                 | Bildstock                                                 | Rundbogiger Reliefaufsatz mit Pietàdarstellung, flankiert von den Heiligen Petrus und Andreas, auf Rundsäule über Sockel, Sandstein, bezeichnet mit „1625“                                                      | D-6-78-196-26 | BW             |
| Holzmühle 1 (Standort)                                                  | Pietà                                                     | Vesperbild auf Sockel mit Inschriftenkartusche, Rokoko, Sandstein, zweite Hälfte 18. Jahrhundert | D-6-78-196-29 | BW             |
| Kembachstraße 13 (Standort)                                             | Wohngebäude                                               | Zweigeschossiger Fachwerkbau mit massivem Erdgeschoss, Satteldach und Zierfachwerk im Giebel, um 1700 | D-6-78-196-1  | weitere Bilder |
| Kembachstraße 15 (Standort)                                             | Wohngebäude                                               | Zweigeschossiger, verputzter Satteldachbau mit profilierten und geohrten Fensterrahmungen, bezeichnet mit „1776“                                                                                                | D-6-78-196-6  | weitere Bilder |
| Kirchberg 10 (Standort)                                                 | Katholische Pfarrkirche St. Johannes der Täufer           | Saalbau mit eingezogenem Chor und östlichem Chorturm mit Spitzhelm, 1599, Langhaus von Anton Wüst, 1786–90; mit Ausstattung                                                                                     | D-6-78-196-7  | weitere Bilder |
| Kirchberg 8, 10 (Standort)                                              | Friedhofsmauer                                            | Mit Grabdenkmälern und Epitaphien, wohl 17./18. Jahrhundert | D-6-78-196-7  | BW             |
| Kirchberg 8 (Standort)                                                  | Friedhofskreuz                                            | Kruzifix auf Postament mit Inschriftenkartusche, vor dem Kreuz Figur der Mater Dolorosa, Sandstein, 18. Jahrhundert                                                                                             | D-6-78-196-7  | BW             |
| Kirchberg 8 (Standort)                                                  | Kreuzweg                                                  | 14 Stationen, figürliche Relieftafeln in Sandsteinfassungen über Postament, zweite Hälfte 19. Jahrhundert | D-6-78-196-7  | BW             |
| Kirchbergsteige, in Weinbergmauer (Standort)                            | Bildstockaufsatz                                          | Vierseitiger Reliefaufsatz mit kielbogigem Abschluss und Kreuzbekrönung, Schauseite mit Kreuzigungsdarstellung, Sandstein, bezeichnet mit „1616“                                                                | D-6-78-196-8  | weitere Bilder |
| Kirchbergsteige, Weinbergmauer (Standort)                               | Kreuzschlepper                                            | Figur des kreuztragenden Christus auf Knien, Sandstein, bezeichnet mit „1714“ | D-6-78-196-9  | weitere Bilder |
| Kreuzäcker, Lehmgrube/Obere Heide (Standort)                            | Bildstock                                                 | Vierseitiger Reliefaufsatz mit kielbogigem Abschluss und Darstellungen der Kreuzigung und des Auferstandenen, auf abgefastem Vierkantschaft mit Wappendarstellung über Sockel, Sandstein, bezeichnet mit „1568“ | D-6-78-196-30 | BW             |
| Mainstraße 1 (Standort)                                                 | Wohngebäude                                               | Zweigeschossiger, verputzter Halbwalmdachbau mit klassizistischem Dekor und Pietàrelief über der südlichen Pforte, bezeichnet mit „1808“                                                                        | D-6-78-196-10 | weitere Bilder |
| Mainstraße 3 (Standort)                                                 | Wohngebäude                                               | Zweigeschossiger Fachwerkbau mit Halbwalmdach, um 1800 | D-6-78-196-11 | weitere Bilder |
| Mainstraße, Obereisenheimer Straße, Zur Mainfähre (Standort)            | Bildstock                                                 | Rundbogiger Reliefaufsatz mit Muschelnische, flankierenden Spiralornamenten und Fruchtgehängen, auf Rundsäule über Sockel, Sandstein, 18. Jahrhundert                                                           | D-6-78-196-23 | weitere Bilder |
| Marktplatz 1 (Standort)                                                 | Rathaus                                                   | Zweigeschossiger, teilweise verputzter Halbwalmdachbau mit Fachwerkgiebel und südlicher Freitreppe von 1732, im Kern von 1566, im 18. Jahrhundert erneuert; mit Ausstattung                                     | D-6-78-196-12 | weitere Bilder |
| Marktplatz 2; Nähe Sankt-Johannisberg (Standort)                        | Ehemaliges Würzburger Amtshaus                            | Zweigeschossiger Massivbau mit Treppengiebel und profilierten Fensterrahmungen, 1580–83, bezeichnet „1615“, sowie Maria Immaculata und St. Nepomuk als Nischenfiguren, Sandstein, Mitte 18. Jahrhundert         | D-6-78-196-13 | weitere Bilder |
| Marktplatz 2; Nähe Sankt-Johannisberg (Standort)                        | Scheune                                                   | Eingeschossiger Fachwerkbau mit Halbwalmdach, 18./19. Jahrhundert | D-6-78-196-13 | BW             |
| Marktplatz, vor Haus Nikolaus-Müller-Straße 1 (Standort)                | Kriegerdenkmal für die Gefallenen des Krieges von 1870/71 | Stele mit Adlerbekrönung auf Postament mit Inschrift und niedergelegtem Kriegsgerät, flankiert von zwei ruhenden Löwen, bezeichnet mit „1911“                                                                   | D-6-78-196-17 | weitere Bilder |
| Nähe Schloss Klingenberg, im Eingangsbereich von Schloss Klingenberg () | Bildstock mit Madonnenrelief                              | Barockisierend, um 1925 nicht nachqualifiziert, im Bayerischen Denkmal-Atlas nicht kartiert | D-6-78-196-27 |                |
| Nikolaus-Müller-Straße 1 (Standort)                                     | Gasthof zum Grünen Baum                                   | Zweigeschossiger Fachwerkbau mit Satteldach in Ecklage, mit massivem Erdgeschoss und Zierfachwerk im Obergeschoss, im Kern von 1540                                                                             | D-6-78-196-14 | weitere Bilder |
| Nikolaus-Müller-Straße 1 (Standort)                                     | Hoftor                                                    | Profiliertes Rundbogentor, bezeichnet mit „1662“ | D-6-78-196-14 | weitere Bilder |
| Nikolaus-Müller-Straße 2 (Standort)                                     | Wohngebäude                                               | Zweigeschossiger, verputzter Satteldachbau in Ecklage, mit verputztem Fachwerkgiebel und geohrten Fensterrahmungen, um 1700                                                                                     | D-6-78-196-15 | weitere Bilder |
| Nikolaus-Müller-Straße 2 (Standort)                                     | Scheune                                                   | Satteldachbau mit hohem Bruchsteinsockel und Fachwerkaufbau, wohl 18./19. Jahrhundert | D-6-78-196-15 | weitere Bilder |
| Nikolaus-Müller-Straße 9 (Standort)                                     | Wohngebäude                                               | Zweigeschossiger, verputzter Massivbau mit Satteldach und Treppengiebel, erste Hälfte 17. Jahrhundert | D-6-78-196-16 | weitere Bilder |

Schloss Klingenberg
Ehemaliges Schloss Klingenberg, seit 13. Jahrhundert Amtssitz des Hochstifts Würzburg, im Bauernkrieg 1525 zerstört, bis 1543 unter Fürstbischof Konrad III. von Bibra Wiederaufbau, heute in Privatbesitz. Aktennummer D-6-78-196-19.
- Wohnbau (Lage), unregelmäßiger, dreiflügeliger Massivbau mit Treppengiebeln, erste Hälfte 16. Jahrhundert
- Ehemaliges Ökonomiegebäude (Lage), Massivbau mit Walmdach, wohl gleichzeitig
- Quadratischer Bering (Lage) mit Eckabrundungen, Bruchsteinmauerwerk, spätmittelalterlich

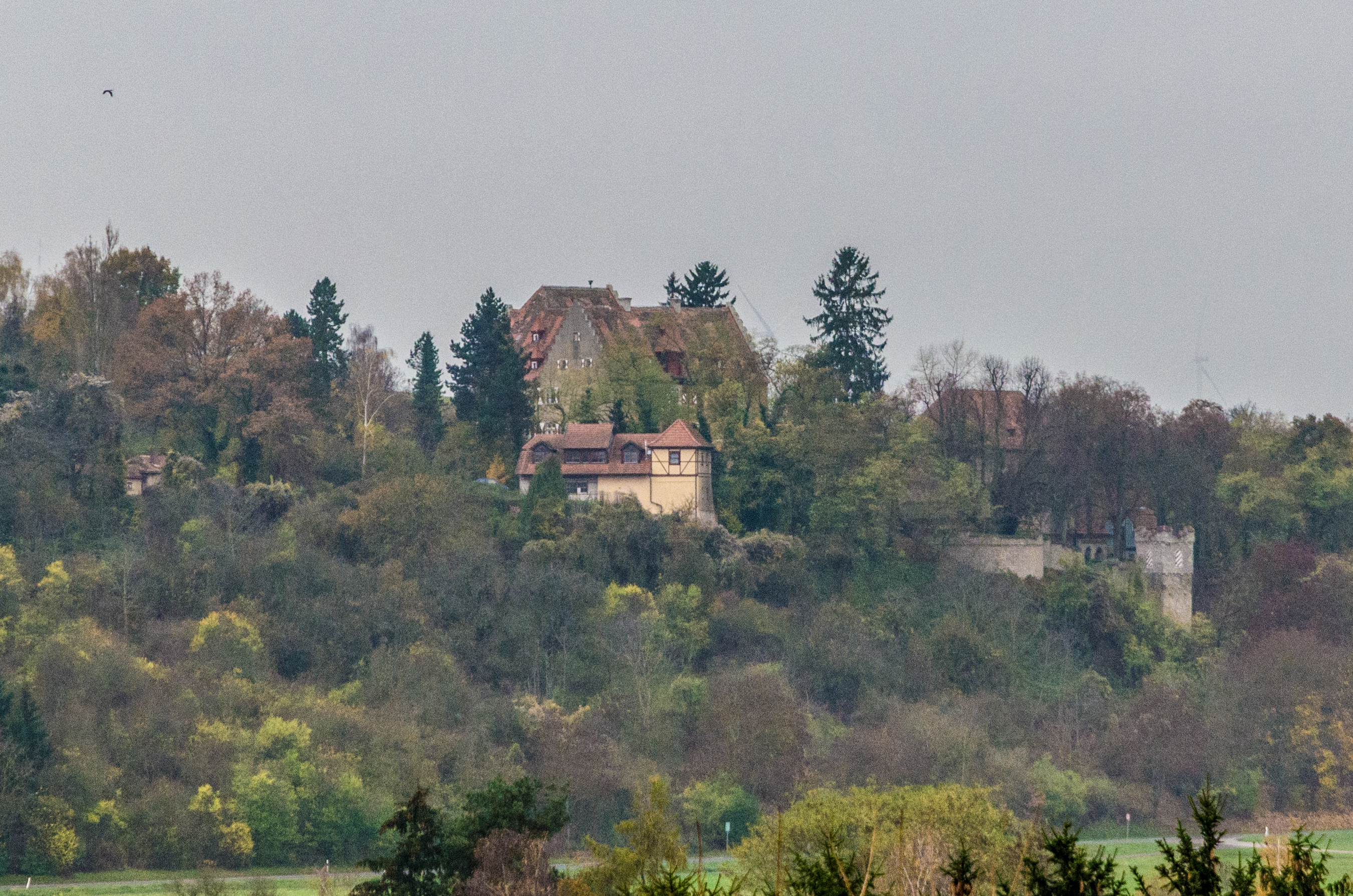
Schloss Klingenberg von Südosten

### Sankt Ludwig
| Lage                    | Objekt                                                        | Beschreibung | Akten-Nr.     | Bild           |
| ----------------------- | ------------------------------------------------------------- | --- | ------------- | -------------- |
| St.-Ludwig ()           | Bildstock                                                     | 1853 nicht nachqualifiziert, im Bayerischen Denkmal-Atlas nicht kartiert                                                      | D-6-78-196-22 |                |
| St.-Ludwig 1 (Standort) | Ehemalige Benediktinerklosterkirche Hl. Familie in St. Ludwig | Saalbau mit eingezogenem Chor und südlichem Turm mit Spitzhelm, Hausteinmauerwerk, im Beuroner Stil, 1907–09; mit Ausstattung | D-6-78-196-20 | weitere Bilder |

Kloster St. Ludwig
Ehemaliges Klostergebäude, heute Internat und Bildungszentrum, östlicher Teil im Kern ehemaliges Kurhaus des Ludwigsbades von 1827. Aktennummer D-6-78-196-21.
- Heutiger Bau (Lage) als drei- bzw. viergeschossiger Hausteinmauerwerksbau mit Satteldach und südlichem Turmerker mit Fachwerkobergeschoss und Spitzhelm, 1874, sowie Erweiterungen aus der Klosterzeit, Anfang 20. Jahrhundert
- Ehemaliger Kurpark (Lage) des Ludwigsbades, in Form eines englischen Landschaftsgarten, um 1827
- Brunnen (Lage), runde Brunnenfassung mit Quellfassung und Brunnenmasken, um 1920, sowie mit schmiedeeisernem Geländer, um 1840
- Bildstock (Lage), Pietàskulptur auf Postament mit Inschrift, Sandstein, bezeichnet mit „1917“
- Lourdesgrotte (Lage), mit Brunnengewölbe Anfang 20. Jahrhundert

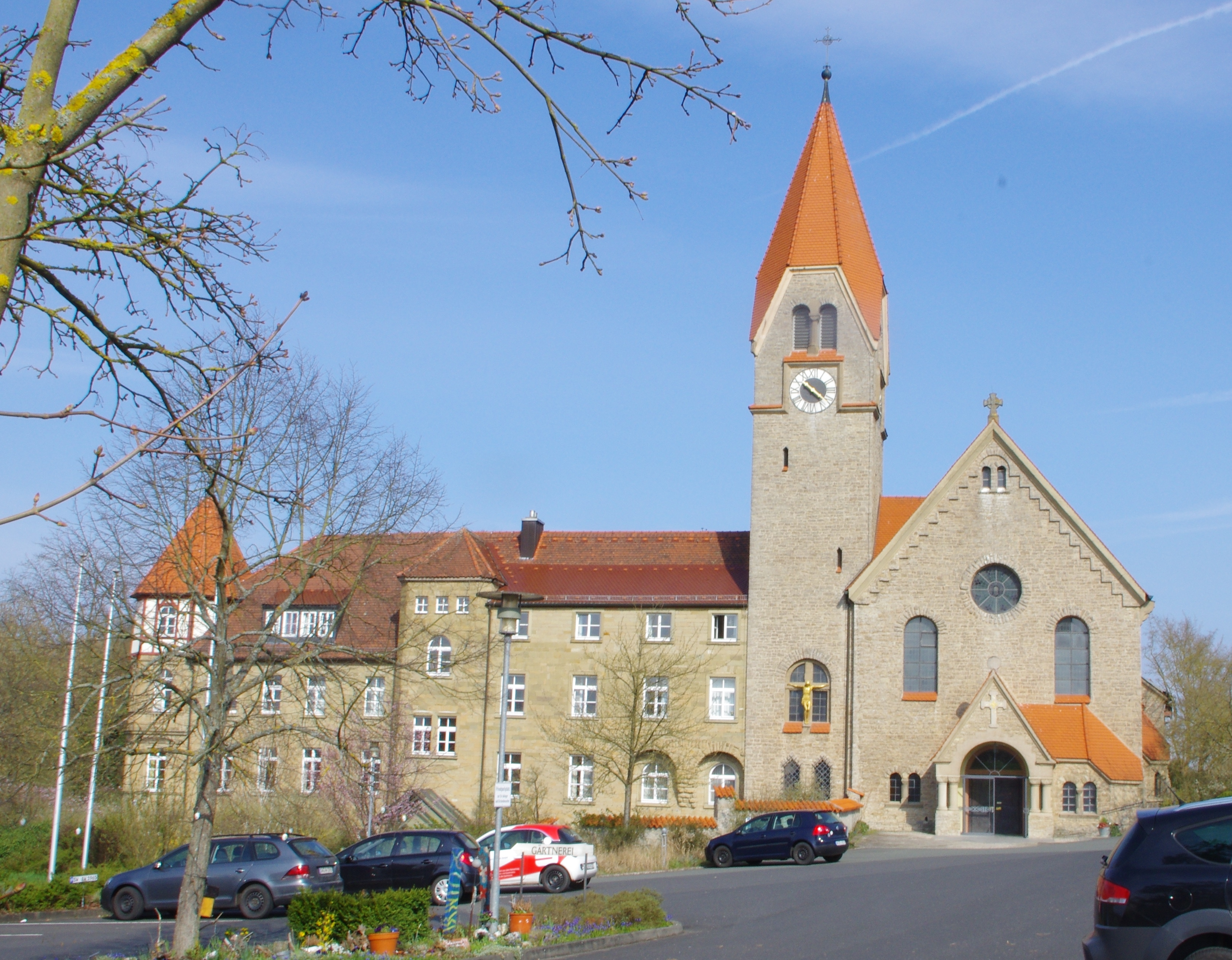
Klostergebäude und Klosterkirche

## Ehemalige Baudenkmäler nach Ortsteilen

### Wipfeld
| Lage                                | Objekt       | Beschreibung        | Akten-Nr.     | Bild     |
| ----------------------------------- | ------------ | ------------------- | ------------- | -------- |
| Nikolaus-Müller-Straße 8 (Standort) | Fachwerkhaus | 17./18. Jahrhundert | D-6-78-196-5  | BW       |
| Westseite des Dorfes (Standort)     | Wegkreuz     | 1808                | D-6-78-196-18 | Wegkreuz |